# Žurnal24
Žurnal24 je bil dnevni časopis v Sloveniji, ki je izhajal med letoma 2007 in 2014.
Šlo je za brezplačnik, distribuiran z razdeljevanjem preko časopisnih stojal, ki so bila postavljena na prehodnih točkah večjih slovenskih mest, in preko posebnih torb, obešenih v sredstvih javnega prevoza. Konec leta 2013 je bila distribuirana naklada približno 84.000 izvodov, po branosti pa je bil v tem obdobju z dosegom 239.000 bralcev drugi najbolj bran slovenski dnevni časopis.
Izdajalo ga je podjetje Žurnal media, hčerinsko podjetje v 100-odstotni lasti avstrijskega podjetja Styria Media International AG. Na slovenski medijski trg je družba vstopila s tednikom Žurnal leta 2003, ki je ob zagonu dnevnika Žurnal24 začel izhajati kot njegova vikend izdaja. Samostojno je imel konec leta 2013 distribuirano naklado preko 239.000 izvodov. Zaradi poslovnih odločitev in slabega gospodarskega stanja so tiskane izdaje založniku prinašale izgubo, zato se je leta 2014 matično podjetje odločilo za ukinitev.
Multimedijsko je Žurnal24 prisoten na spletu s svojim spletnim portalom zurnal24.si. S 25 spletnimi novinarji deluje od septembra 2007.